# Tholosgrab von Amfissa

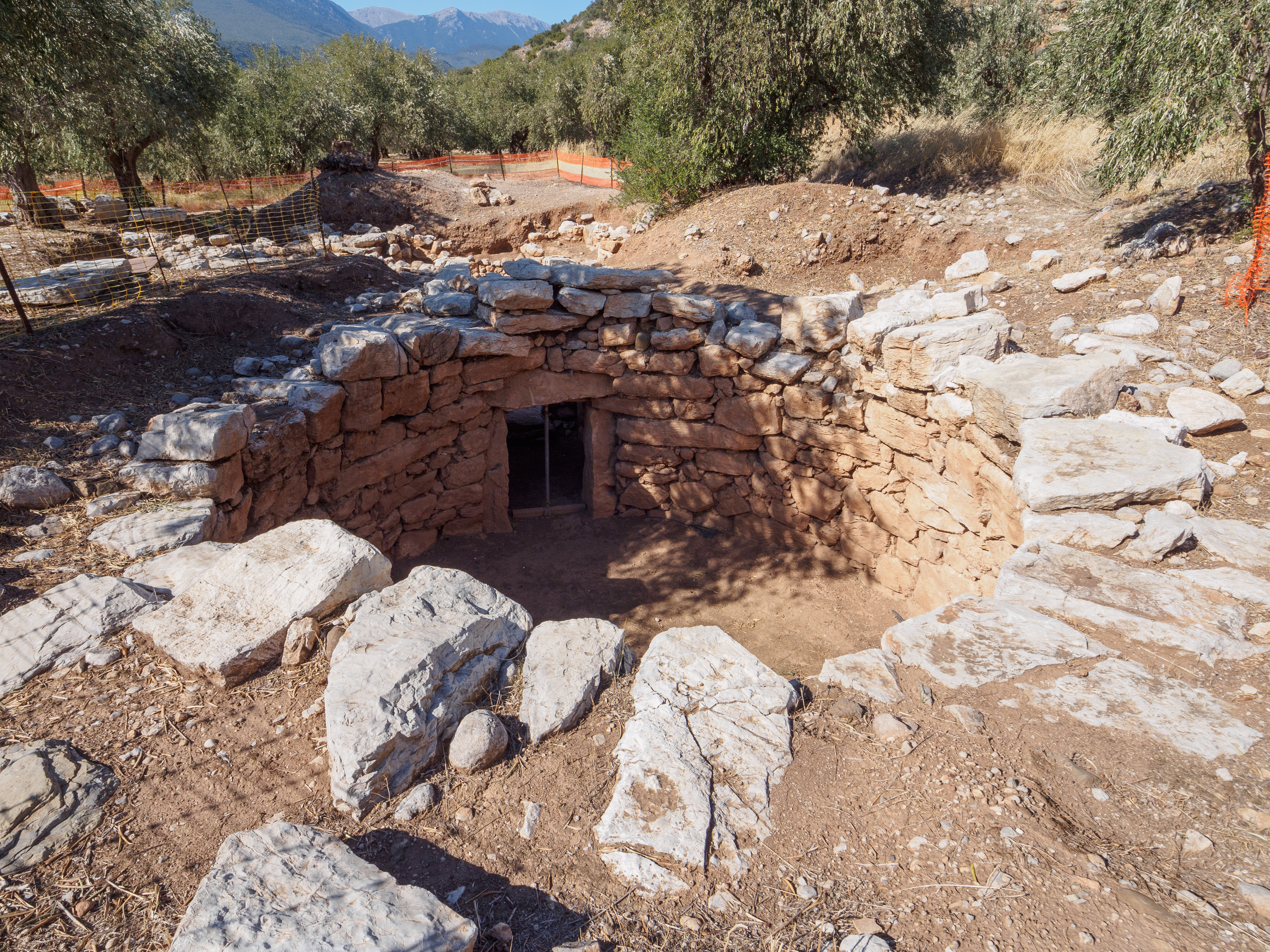
Tholosgrab von Amfissa

Das Tholosgrab von Amfissa (griechisch θολωτός τάφος της Άμφισσας) ist ein mykenisches Rundgrab, das 2014 bei der griechischen Stadt Amfissa entdeckt wurde. Es ist das einzige bisher in Fokida bekannte Tholosgrab. Anhand der Fundstücke konnte eine über 200-jährige Verwendung des Grabs vom 14. bis zum Ende des 12. Jahrhunderts v. Chr. nachgewiesen werden. Da es zu den wenigen mykenischen Stätten, die bisher in Fokida und Nordboiotien aufgefunden wurden, nur vorläufige Grabungsberichte gibt, trägt die Erforschung des Tholosgrabs von Amfissa zu einer wesentlichen Bereicherung des Wissens über die mykenische Zeit in diesem Bereich bei.

## Erforschung
Das Grab wurde 2013 bei dem Bau einer Bewässerungsanlage in einem Olivenhain südlich des Ablianos-Hügels, etwa 1,5 km südöstlich von Amfissa entdeckt. Die Erforschung erfolgte 2014 durch das Ephorat der Altertümer von Fokida. Die Ausgrabung, Auswertung und Veröffentlichung erfolgte durch ein von Elena Kountouri geleitetes interdisziplinäres Team. Die Grabungsstätte stand unter dem besonderen Schutz der Chefarchäologin Athanasia Psalti und so war stets ein Beamter des Ephorats vor Ort und die örtliche Polizei patrouillierte in regelmäßigen Abständen.

## Beschreibung
Der Zugang zum Grab erfolgte über einen 9 m langen, leicht absteigenden Weg, den sogenannten Dromos. Dieser hatte zu beiden Seiten eine Stützmauer die nach innen geneigt war, so dass die Breite des Dromos nach oben hin abnahm. Der Eingang oder auch Stomion war etwa 1 m breit, 1,50 m hoch und 2 m tief. Die Seitenwände des Eingangs wurden aus aufrecht stehenden Steinplatten, die die Deckplatten trugen, errichtet. Auch als Boden des Stomions dienten Steinplatten. Die runde Grabkammer, deren Mauern heute noch 3 m hoch erhalten sind, hatte einen Durchmesser von etwa 5,90 m und war vermutlich etwa 6 m hoch. Die Grabkammer hatte die Form eines Bienenkorbs und eine Decke, die in Kraggewölbe ausgeführt war.
In der Grabkammer fand man in der Mitte die Knochen von hier abgelegten Leichnamen. An der Außenwand rund um die Kammer fand man die Knochen von vorherigen Beisetzungen, die bei erneuter Nutzung zur Seite geschoben wurden. Man entdeckte viele qualitativ hochwertige Grabbeigaben. Hierunter befanden sich 44 Keramikgefäße, Bruchstücke von zwei Bronzegefäßen, Fingerringe aus Gold und Bronze, Bronzearmreife, Knöpfe aus Halbedelsteinen, sogenannte Phi- und Psi-Figuren, Tieridole, Siegelsteine mit Abbildungen von Tieren (festländischer Stil; SH IIIA2 – C), Bronzegeräte, einige Waffen und Gegenstände aus Fayence und Glaspaste. Man fand auch ein Bruchstück, das vermutlich zu einer Stiersprung-Figur, ähnlich wie man sie im Mykenischen Heiligtum von Methana fand, gehörte. Außerdem kamen Miniaturmöbel zum Vorschein – ein Dreifuß und zwei weitere, die man als Bänke oder Totenbahren identifizierte.
Um Platz für weitere Begräbnisse zu schaffen, wurde die Grabkammer gelegentlich ausgeräumt. Ein Teil der Beigaben wurde im Dromos abgelagert. Hierdurch stieg das Niveau des Dromos, der dadurch steiler und kürzer wurde. Am Beginn des Dromos legte man ein Depot an, das man durch eine Mauer von diesem trennte. Hier wurden weitere ausgeräumte Beigaben gelagert. Es handelte sich hauptsächlich um Trinkgefäße, Kratere, Hydrien und Amphoren.